# Alcis
Die Alcis, auch Alken, sind in der germanischen Mythologie ein jugendliches Bruderpaar, das im ersten Jahrhundert nach Christus vom ostgermanischen Stamm der Nahanarvaler verehrt wurde und den griechischen Dioskuren ähnelt.

## Quellen

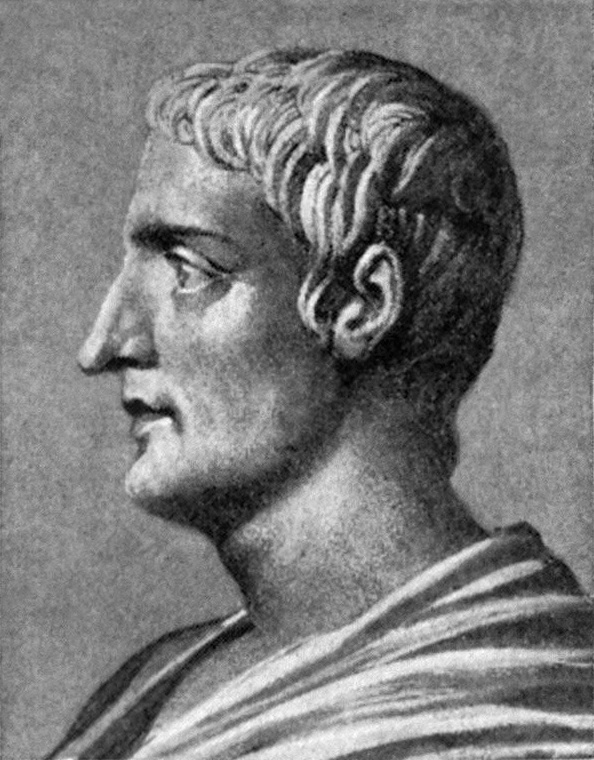
Publius Cornelius Tacitus

## Forschung

### Dioskurische Götter

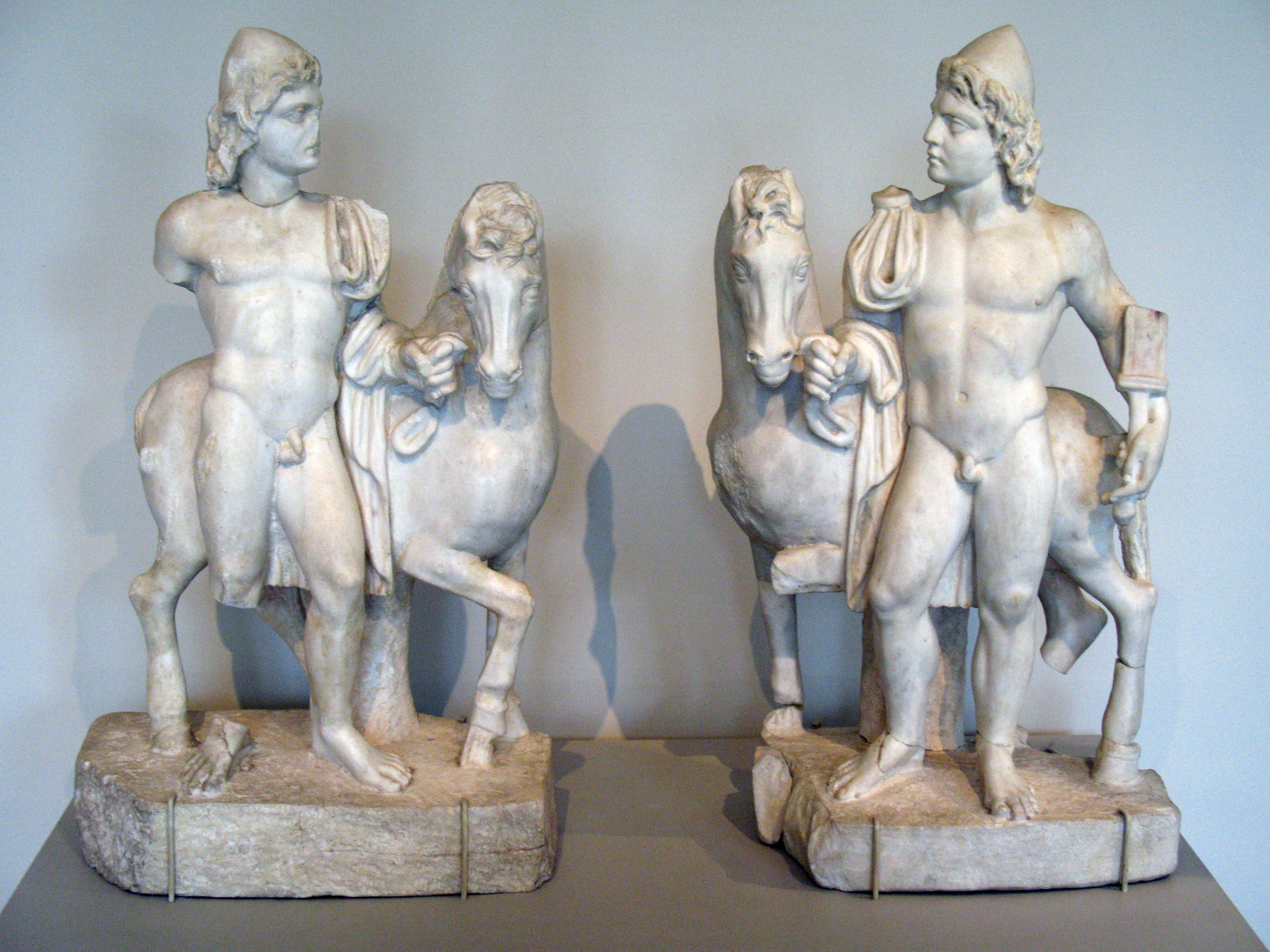
Römische Marmorstatuetten von Castor und Pollux aus dem 3. Jahrhundert nach Christus

Tacitus beschreibt die Alcis als zwei brüderliche Jünglinge, die in ihrem Wesen nach seiner Interpretatio Romana Castor und Pollux gleichen. Diese sind die römische Entsprechung der griechischen Zwillinge Kastor und Polydeukes, die man Dioskuren, griechisch dios kuroi „Söhne des Zeus“, nannte. Ursprünglich wurden sie in der Gestalt von Pferden verehrt und galten ihrem Wesen nach als Patrone der Reiter, sowie als Helfer und Retter bei allen Gefahren, insbesondere in den Schlachten und auf dem offenen Meer. Ihre Mutter war Leda („die Frau“), ihr Vater war der Himmelsgott Zeus. Die schöne Helena war ihre Schwester.

„Polydeukes war unsterblich, Kastor dagegen sterblich. Als er sterben musste, wollte sich der Bruder von ihm nicht trennen. So verbrachten dann die beiden immer einen Tag zusammen in der Unterwelt und einen wiederum oben, bei dem Vater. […] Was Polydeukes gewählt hat, war das Teilhaben an Licht und Dunkelheit für alle Zeiten. […] Sie bewohnten ihre dunkle unterirdische Behausung, wenn sie nicht das himmlische Licht genießen.“

Die göttlichen Zwillinge, von denen der eine sterblich und der andere unsterblich ist, gehen noch auf die Mythenwelt der Indogermanen zurück. Sie gelten als pferde- oder vogelgestaltige Kinder des Himmelsgotts und befreien oder umwerben die jungfräuliche Tochter der Sonne. Sie stellen keine Naturgewalt dar, führen aber die Sonne über den Himmel. Allgemein wurden sie als Retter und Schützer verehrt. Einen hohen Stellenwert hatten sie nicht nur bei den Griechen und Römern, sondern auch bei den Indern und Balten, während sie bei den Kelten und Germanen nur noch schattenhaft in Erscheinung treten. Neben den Alcis können in der germanischen Überlieferung noch die legendären, fast mythischen Stammesanführer Ibur und Aio beziehungsweise Aggi und Ebbi bei den Langobarden, Raos und Raptos bei den Wandalen und die anglischen Brüder Hengest und Horsa, bei denen sogar noch deutlich im Namen eine Pferdegestalt durchscheint, mit den Dioskuren verglichen werden.

### Etymologie
Fasst man Alcis als vulgärlateinische Form von lat. alces auf, so bedeutet ihr Name „Elche“. Alces ist eine lateinische Entlehnung aus urgermanisch *algiz ~ elxaz ~ elxōn (z. B. anord. elgr, aengl. eolh, ahd. elaho) mit derselben Bedeutung, die seit Caesars Buch Der gallische Krieg zum lateinischen Sprachwortschatz gehört. Dies ist sicherlich eine Volksetymologie.
Alcis würde aber „Schutzgottheiten“ bedeuten, wenn das Wort tatsächlich auf ein urgerm. *alxaz zurückginge, so dass es von gemeingerm. *alh „Schutz, Haus, Tempel“ herzuleiten wäre. In diesem Fall stünde das Wort in Verbindung mit got. alhs „Tempel“, asächs. alah „ds.‘, anord. -áll, aengl. ealh ‚Schutz, Haus‘, ealgian ‚schützen, beschützen, verteidigen“, sowie lit. al̃kas, alkà, elkas „Götterhain, heiliger Hain“ und lett. ę̀lks „der Götze, der Abgott“.
Man kann davon ausgehen, dass ein römischer Leser der Germania alcis als alces „Elche“ las. Allerdings müssen sich die verschiedenen Herleitungen nicht widersprechen. Der Bedeutung „Elche“ liegt der römische Verständnishorizont zugrunde, der nicht unbedingt die wirkliche Bedeutung erfasst haben muss. Für die Deutung als „Schutzgottheiten“ spricht vor allem die Übereinstimmung in der Namensbedeutung anderer dioskurischer Gottheiten, nämlich den altindischen Nasatyas „die Heilenden“ beziehungsweise „Schützer, Helfer“ und den griechischen „Rettern“, den σωτηρες (soteres).

### Gestalt

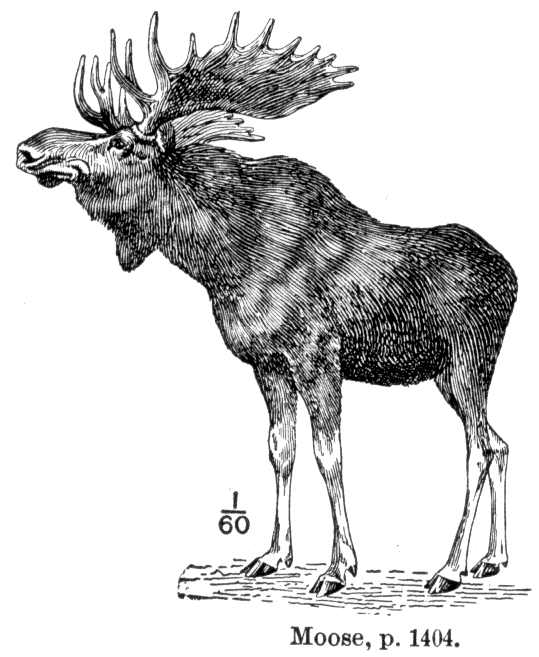
Elch, aus der Encyclopédie, ou Dictionnaire raisonné des sciences, des arts et des métiers

In welcher Gestalt man die Alcis verehrte, ist ungewiss.
Ihre Verehrung als Brüder und junge Männer weist auf eine Menschengestalt. Die Gleichsetzung der Brüder mit Castor und Pollux ist hierbei ohne Bedeutung, da Tacitus nicht das Äußere der Alcis, sondern ausdrücklich nur das Wesen mit ihnen vergleicht.
Ein römischer Leser der Germania musste aber wegen des Namens den Schluss ziehen, dass die Brüder in Elchgestalt verehrt wurden. Dass Elche in Schlesien, wo man den Kult der Alcis verortet (siehe unten), heute nicht vorkommen, ist dabei kein Hindernisgrund, da Elche in früheren Zeiten durchaus auch in Mitteleuropa lebten. Zudem konnte das Elchwort im Germanischen auch zur Bezeichnung anderer Hirscharten verwendet werden. Der Bezug der Alcis zu den Elchen oder anderen Hirscharten wird jedoch allein durch die Deutung ihres Namens als „Elche“ gestützt.
Eine Weile glaubte man, dass eine latènezeitliche Urnenvase, die man im östlichen Schlesien bei Lahse (heute ein Ortsteil von Orlová in Tschechien) fand, die Elchgestalt-These erhärten würde. Auf der Vase sind Tierpärchen eingeritzt, die durch einen Querstrich miteinander verbunden sind, und die man als Hirsche (aber genauso gut auch als Pferde) deuten könnte. Doch wird die Vase heutzutage nicht mehr mit den Alcis in Verbindung gebracht. Dioskurische Motive bei den Germanen in Form von Figuren oder als Bildnisse auf Brakteaten der Völkerwanderungszeit zeigen ansonsten lediglich Zwillingspärchen in Menschen- oder Pferdegestalt.
Aus der indogermanischen Überlieferung lassen sich für dioskurische Gottheiten zwar Tiergestalten als Pferde oder als Vögel erschließen, aber keine Hirsche. Hirsche als Zugtiere eines Götterwagens sind für den Kult der griechischen Artemis belegt, Hirsch und Hirschkuh galten als ihre Tiere. Auch ist belegt, dass ein Gotenkönig einen Prunkwagen hatte, der von domestizierten Hirschen gezogen wurde. Man könnte deswegen daran denken, dass das Pferd als Zugtier des Sonnenwagens die mythologische Rolle übernahm, die zuvor der Hirsch hatte, der Kult wird ja als uralt beschrieben. Doch würde dies voraussetzen, dass der Hirsch vor dem Pferd domestiziert wurde, was nicht der Fall war.

### Kult
Die Alcis stellen ein Beispiel dafür dar, dass die Germanen ihre Kulte bildlos in heiligen Hainen pflegten, wie das Tacitus als allgemeines Kennzeichen germanischer Kulte an anderer Stelle in der Germania beschreibt. Diese Kultstätte stellte offenbar das zentrale Heiligtum der Lugier dar.

### Priester
Dem Heiligtum stand ein männlicher Priester vor, der mit weiblichen Merkmalen ausgestattet war. Tacitus verwendet hierfür den lateinischen Ausdruck muliebris ornatus „Ausstattung, Gewand oder Schmuck der Frauen“. In Frage kommen bunte (ungegürtete) Frauenkleidung oder weibliche Schmuckgegenstände. Denkbar ist aber auch, dass der Alcispriester lediglich einen weiblichen Kopfschmuck benutzte. Georges Dumézil stellte die These auf, dass muliebris ornatus weibliche Haartracht meine. Nach seiner Auffassung hängt Tacitus’ Ausdruck mit dem Namen des wandalischen Geschlechts der Hasdingi zusammen, deren erste Silbe man mit „Haar“ übersetzen könne, und die in Beziehung zu den nordischen Zwillingen namens Haddingjar stünden, doch findet diese These im Wortsinn von muliebris ornatus keine Grundlage.
Der Sinn der weiblichen Aufmachung wird nicht klar. In der römischen Welt gab es durchaus auch rituelles Transvestitentum. In Rom trug der Priester der großen Mutter, der magna mater oder terra mater, Frauengewänder, auf Kos der Heraklespriester, ebenso ein Priester auf einem kretischen Wandgemälde. Vielleicht steht die gegengeschlechtliche Kleidung in Zusammenhang mit Fruchtbarkeitskulten, da Zwillinge als Zeichen besonderer Fruchtbarkeit galten. Die weibliche Ausstattung könnte aber auch ein Nachhall weiblichen Schamanismus sein (Sergej A. Tokarev). Genauso denkbar ist jedoch auch, dass sie auf männlichen Schamanismus zurückgeht.

### Lage

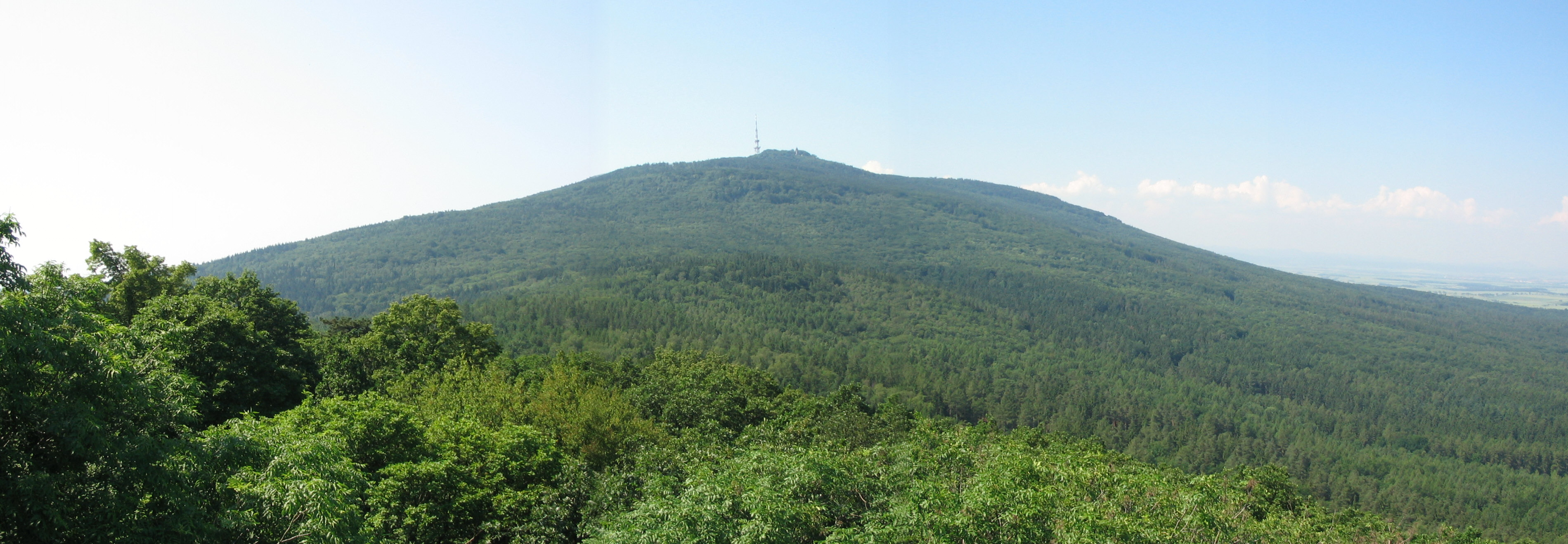
Der Zobtenberg

Das Heiligtum der Alcis lag wahrscheinlich in Schlesien, da nach den Angaben antiker Autoren die Lugier, zu denen Tacitus die Naharnavaler zählt, in dieser Landschaft siedelten. Eine weitere räumliche Eingrenzung erlaubt vielleicht seine Bemerkung, der Kult sei sehr alt. Unter der Voraussetzung, dass der heilige Ort nie verlegt wurde, folgt daraus nämlich, dass auch die Kultstätte der Alcis ein hohes Alter hatte. Die ältere Forschung glaubte deswegen, dass das Heiligtum der Alcis auf dem Zobtenberg lag. Der Zobtenberg, der auch Ślęża heißt, gab Schlesien seinen Namen. Er liegt in Mittelschlesien und stellt die höchste Erhebung seiner Umgebung dar. Auf dem Hügel fand man tatsächlich alte Kultspuren, doch gibt es dort keine Hinterlassenschaften, die auf einen Kultplatz im 1. Jahrhundert hinweisen. Die gefundenen Reste datiert man auf die Bronze- oder frühe Eisenzeit, so dass zwischen dieser und der Zeit des Tacitus eine Fundlücke von mindestens 500 Jahren klafft.